# 算数・数学教育
算数・数学教育（さんすう・すうがくきょういく）とは、算数および数学に関する教育活動・内容の総称である。
本項目では、主として教科「算数」「数学」に関連のある理論・実践・歴史などについて取り扱う。現在の学校教育における教科自体については「算数」「数学 (教科)」を参照。

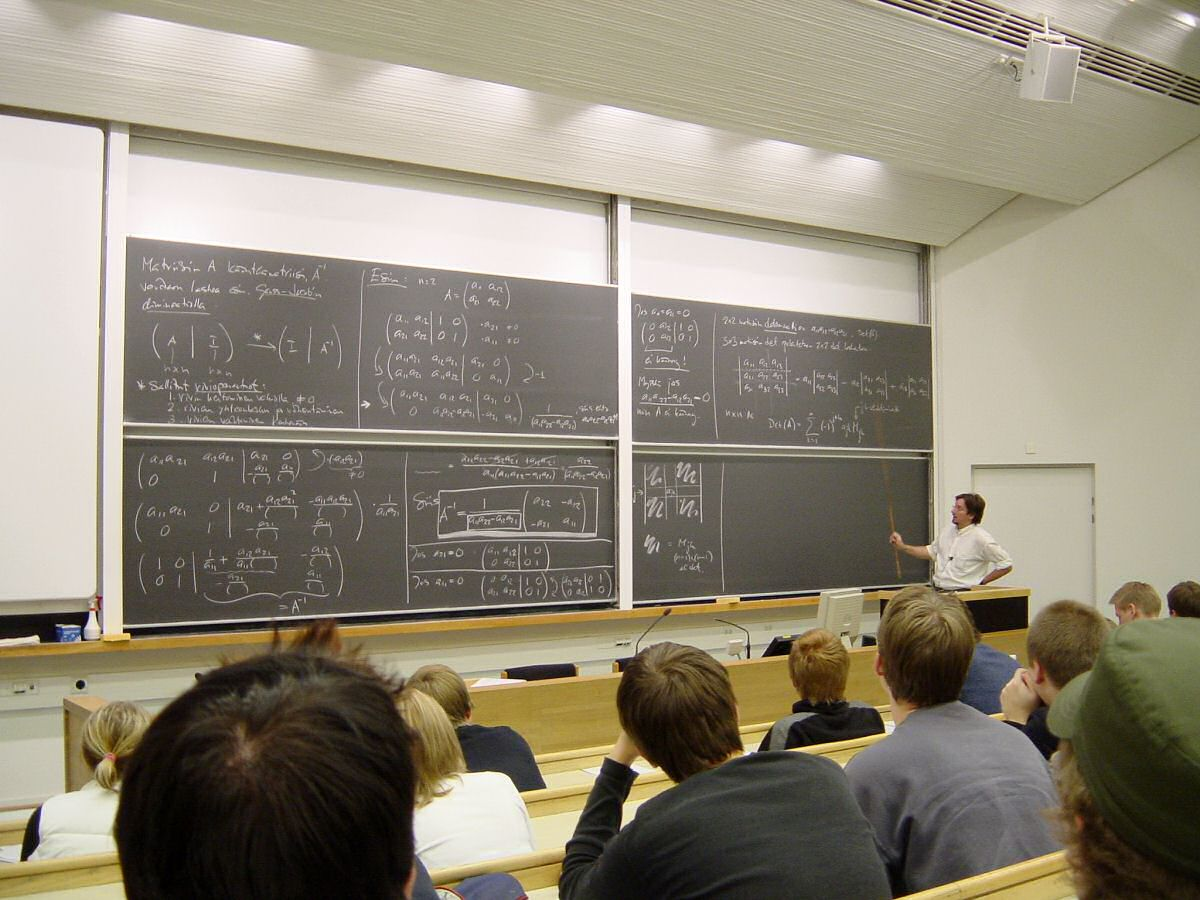
ヘルシンキ大学における数学の授業の様子。

## 概要
通常、「数学教育」といえば、学校教育（特に義務教育）における「数学」の授業、およびこれに関わる学習者の学習活動を指すことが多い。日本の場合、厳密には中学校以降の内容を想定して用いられるが、小学校における算数もこれに含まれることが多い。
学年により学習内容は大きく異なるが、主として「数学に関する知識の習得およびその活用」がその目標となっている。基本的には学問的な数学（代数学・幾何学・解析学・統計学など）の基礎である場合が殆どである。学習内容については算数および数学 (教科)を参照。
他方、学校教育外での教育・学習活動（社会教育）としては学習塾におけるそれ（特に公文式の実践は有名である）があげられるが、これらが「数学教育」の対象となることは（特に日本において）まれである。
なお、算数・数学教育のなかで特定の領域について考えるときには、「算数教育」「幾何教育」「統計教育」などと細分化される場合がある。また、数学教育全般を取り扱う研究分野は「数学教育学」などと呼ばれ、教育学（教科教育学）の一分野として位置づけられる。

## 歴史

### 世界の歴史
数学の歴史は古代ギリシアの時代にまで遡るため、数学教育の歴史もそこから始まったと考えることができる。実際、古代ギリシア、ローマ帝国、エジプトなど、数々の古代文明において、初等教育およびリベラル・アーツの一分野として算術と幾何学（ユークリッド『原論』に基づく）が位置づけられていた。これらは当時の石工、商人、金貸しといった職業において重要視されていたが、当時の教育の対象は裕福層に属する男子のみであり、万人が学べるものとはなっていなかった。
このように、古代より重視されてきた数学だが、ルネサンス期にその学術的地位は大きく低下することになる。この時期の数学は貿易などの経済活動で重視されており、学術面では西欧の大学における自然哲学および道徳哲学を研究するための手段にとどまっていた。こうした事態は、17世紀にアバディーン大学（University of Aberdeen）、オックスフォード大学、ケンブリッジ大学などで数学教授のポストができることで好転した。ただし、大学外で数学が教えられることはなかった。
18世紀、産業革命に伴い人口が莫大に増加することになる。都市内のライフスタイルも変化し、時刻を把握する、金を勘定する、簡単な演算を行う能力などの基本的スキルがすべての人にとって不可欠となった。新しく導入された学校教育の制度中では、数学は早くからカリキュラムの中核となった。こうした学校教育の体系は、20世紀までにすべての先進国で取り入れられていった。なお、マーシャル・マクルーハンの「電気時代（Electric ages）」という発言を受け、数学教育はかつての知識注入型から問題解決型へと変化することとなった。

### 日本の歴史
日本においては、少なくとも江戸時代に商人となるための知識としての算術が存在しており、これらが寺子屋で教えられていた。また、当時は娯楽および学問の一分野として和算が存在し、男子の45%、女子の10%が和算を習っていた。また、和算を研究する「和算家」の中には、関孝和のように当時の西洋数学に比肩する結果を得た者さえ現れた。

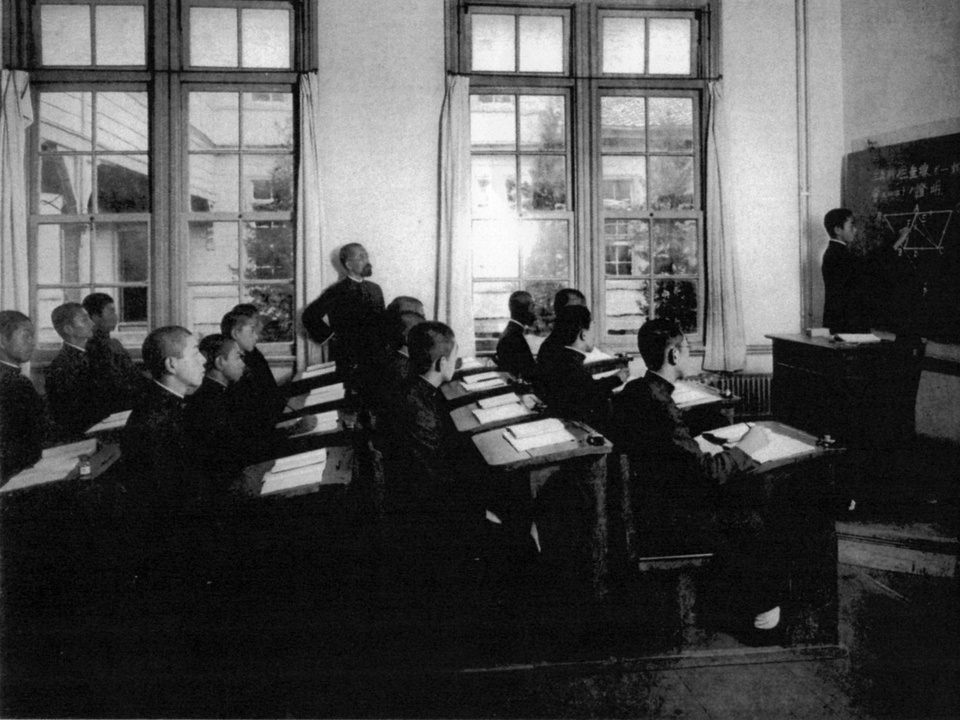
学習院中等学科第三年級東組の幾何授業（1915年）

明治時代になり、日本では富国強兵制度の一環として学制がしかれ、欧米列強と肩を並べるべく、産業発展のために数学にも力を入れられるようになった。このとき、これまでの算術や和算に代わって西洋流の数学（洋算）が取り入れられたのは有名であり、これ以降、西洋流の数学が数学教育で扱われる内容の主流となったが、和算、特に算額に見られるような、定理や公式の成立や背景への理解を問うことのない、問題文脈の数式化ならびに多角図形の分割および既存の公式の使用が方法論となっている。そのため、児童や生徒は定理や公式への疑問をそのままに、一方では無味乾燥なものとしてその教育を受取り、他方ではわりきった軽快なゲームとしての教育とみなすことになる。[参考文献欄]。
その後、戦後のスプートニク・ショックに伴う新数学の影響や学校週5日制など、当時の社会情勢を受けて内容が増減することはあったが、基本的には明治以降の内容を受け継いだものとなった。ただし、高等学校の教育課程において、いわゆる文系と理系（教育内容が、理科および数学に力を入れて学習する理系と、国語・社会・英語に力を入れて学習する文系とに分けられること）が行われるようになってからは、学習者の数学における知的水準の格差が大きくなってしまったといえる。

## 理論および実践
他の教科と同じように数学教育にも、集合・論理学を始め、計算には代数学、図形問題には幾何学（特にユークリッド幾何学が中心となる）、関数・微分・積分法には解析学、そして確率論・統計学と、ベースとなる理論がある。
著名な実践としては、遠山啓の水道方式、隂山英男の百ます計算、志水廣の丸付け法などがあげられる。特に百マス計算はゆとり教育が推進されていた時期に普及し、現代でも小学校を中心に多くの学校で実践されている。
一方で，電卓等の普及に伴い計算の速度よりも概算や演算決定といった他の能力が重要になりつつあるという現状を踏まえ，こうした実践を見直す動きも見られる．
理論面では近年、認知心理学の進歩に伴い数の理解や数学的概念の発達段階的な理解のモデルが構築されている。

## 課題

### 教育理念に関する課題
数学教育は学校教育の中で一定の比重を占めているが、内容の高度化・抽象化に伴ってその必要性を疑問視する声も少なくない。日本の児童・生徒の場合、近年行われたPISAやTIMSSといった国際的な学力調査において、学力面で高い位置にいながら、数学への学習意欲が低いという結果が明らかとなった。
この傾向は成人以降の世代にも見られ、専門外（特に人文科学系）の知識人の主張としても比較的多く見られる。中には（前者の主張と意味合いは異なるが）数学者自身がそのように述べることがある。こうした現状は数学教育の存在意義に関わることだが、現代の日本の教育議論においては、「学力の向上」という文脈以外で数学教育の必要性が語られることは少なくなっている。
なお、数学の有用性を説く知識人でも、その見解は形式陶冶（思考力や文化的価値）に求めるか、学習内容の他分野への応用に求めるかで大きく分かれる。こうした見解の相違はアイザック・ニュートンが数学を「科学の女王」ないし「技術の奴隷」と述べた頃に既に見られ、数学の発展においては純粋数学と応用数学に二分される形で具現化していると言える。

### 学習事項に関する課題
数学教育の学習事項は海外でも概ね共通している。多くの国の教育課程で、中等教育終了までに微分・積分の基礎を学ぶように順序付けられている。
基本的には初等教育段階で代数学（方程式など）や幾何学（図形の計量・証明）が中心的に学ばれ、中等教育以降で解析学（関数や微分・積分法など）の比重が高くなる傾向にある。他方、行列や複素平面、統計など、教育課程に大きく依存する単元もある。
このうち、代数学では計算問題の応用として出題される文章題、幾何学では証明問題や空間図形の問題、解析学では関数概念に関わる問題全般で生徒の苦手意識や定着度の低さが課題とされる傾向にある。また、先述の学力調査では、学習意欲とともに記述問題における正答率の低さ（とりわけ無回答率の高さ）が問題視されている。
近年では国際的に統計学を重視する気運が高まりつつあり、日本でも2012年以降の学習指導要領において統計分野が拡充された。

### 教員養成に関する課題
日本で中学校および高等学校「数学」の教員免許を取得する際には、教育職員免許法施行規則第4条及び第5条に基づき、次の内容を含む科目を規定単位数以上履修する必要がある。
- 代数学（方程式・行列・群など）
- 幾何学（集合論・非ユークリッド幾何学・位相空間など）
- 解析学（関数・偏微分・多重積分・微分方程式など）
- 応用数学（主に確率論・統計学・計算機科学など）

※ 応用数学以外の具体的履修内容は施行規則において明記されていないが、便宜的に記載。
このほか、第6条第四欄に規定されている「各教科の指導法」として、「数学」の指導法（数学科教育法などと呼ばれる。基本的には、数学教育学を含む）を履修する必要がある。
2010年3月現在、日本で中学校・高等学校「数学」の免許は多くの教員養成系・理工系・情報科学系の大学・学部で取得可能であるが、通信教育により取得可能な大学は2020年度において玉川大学、佛教大学、明星大学、北海道情報大学、環太平洋大学の5校であり、国語科の7校、公民科の9校よりは少ないが、理科の1校より多く、現在では極端に少ない状態ではない。
学校教育の現場では習熟度別学習やティーム・ティーチングを行う必要性から募集人数が多いが、その割には免許取得者が少ない現状がある。
また現代の日本の教員免許制度では、数学と関連の強い学問領域が多く存在する（物理学・化学をはじめとする自然科学、哲学・経済学・心理学・社会学など）が、これらの学問領域を履修しても、数学の教員免許取得のための単位として殆ど考慮されない。また応用数学のコンピュータは情報にも大きく関連する内容だが、互いに単位の互換性はない。